# Plumularia leloupi
Plumularia leloupi är en nässeldjursart som beskrevs av Blano och Bellusci 1971. Plumularia leloupi ingår i släktet Plumularia och familjen Plumulariidae. Inga underarter finns listade i Catalogue of Life.